# El mapa que em porta a tu
El mapa que em porta a tu és una pel·lícula de drama romàntic de 2025 dirigida per Lasse Hallström. És una adaptació de la novel·la homònima de J.P. Monninger. Es va estrenar el 20 d'agost de 2025, amb subtítols al català.
El film se situa quan la Heather Mulgrew, de vacances a Europa després de graduar-se, coneix un desconegut atractiu.
El film estat adaptat per Les Bohem i Vera Herbert. És d'Amazon MGM Studios i els productors inclouen Marty Bowen, Wyck Godfrey, Isaac Klausner i John Fischer de Temple Hill Entertainment. El repartiment està encapçalat per Madelyn Cline i KJ Apa, i també inclou Sofia Wylie, Madison Thompson, Orlando Norman i Josh Lucas. La banda sonora està composta per Sarah Trevino.
El rodatge principal va tenir lloc a Terrassa el 2024.